# 사쿠라우치 나기사
사쿠라우치 나기사(일본어: 櫻内 渚, 1989년 8월 11일 ~ )는 일본의 축구 선수이다.

## 구단 경력
그는 2012년부터 2023년까지 J리그의 주빌로 이와타, 비셀 고베, FC 이마바리에서 활동하였다.